# 阿爾哥亞灣

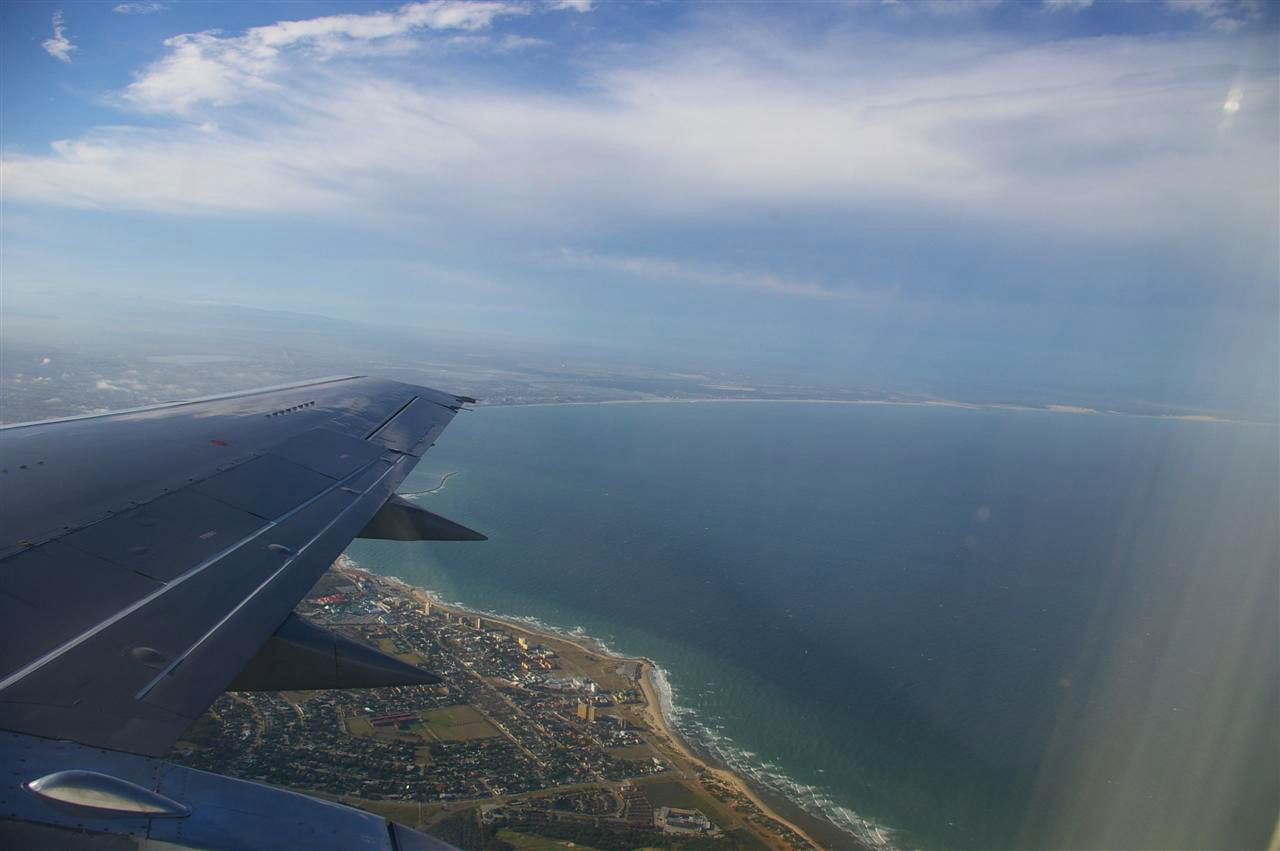
伊莉莎白港前的阿爾哥亞灣

阿爾哥亞灣（英語：Algoa Bay）為一處沿著南非東部海岸的廣闊海灣，位於好望角東方約425英里（683公里）。它是雷西腓角西部與主人角東部的邊界。海灣可達436公尺深。伊莉莎白港的海港城與港灣毗鄰，作為新庫哈的深水港設施。

## 外部連結
- 阿爾哥亞灣自然保護區 （页面存档备份，存于） （英文）